# Xylodiplosis kempi
Xylodiplosis kempi är en tvåvingeart som beskrevs av Mani 1934. Xylodiplosis kempi ingår i släktet Xylodiplosis och familjen gallmyggor. Inga underarter finns listade i Catalogue of Life.